# Hugo Charlemont

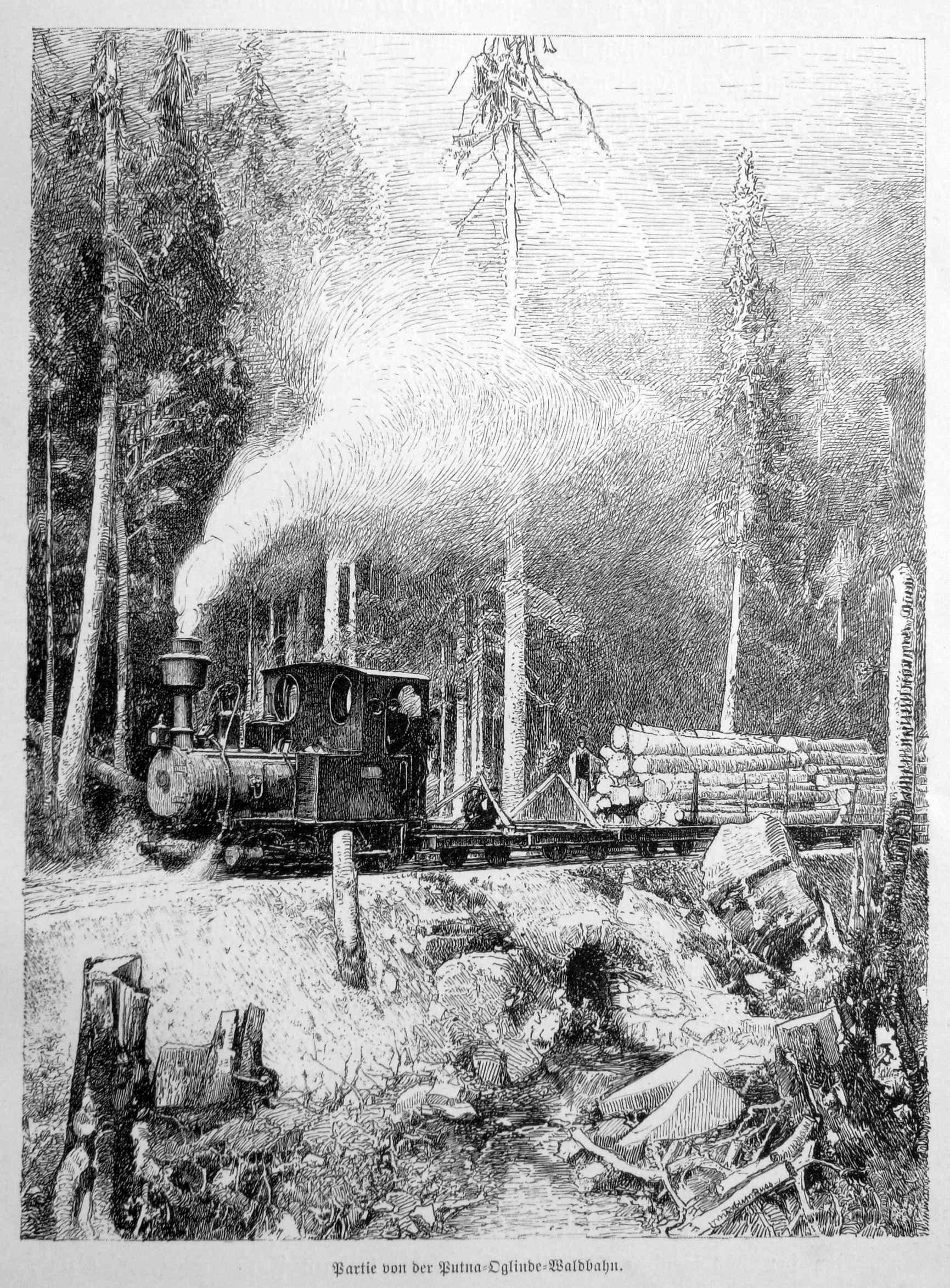
Tren tras de o locomotivă cu aburi pe calea ferată forestieră de la Putna (ilustrație din 1899)

Hugo Charlemont (n. 18 martie 1850, Jamnitz, Moravia; d. 18 aprilie 1939, Viena) a fost un pictor austriac.

## Biografie
Hugo Charlemont a făcut parte dintr-o familie de artiști. El era fiul pictorului miniaturist Matthias Adolf Charlemont și fratele pictorilor Eduard Charlemont (1848–1906) și Theodor Charlemont (1859–1938). De asemenea, și fiica lui Hugo, Lilly Charlemont, a fost artistă.
El a studiat începând din 1873 la Academia de Arte Frumoase din Viena și a fost elevul lui Eduard von Lichtenfels. De la Arthur William Unger a învățat tehnica imprimării și arta gravării. Mai târziu, el s-a format ca artist lucrând cu fratele său Eduard și cu Hans Makart. Charlemont a făcut mai multe călătorii de studii în Țările de Jos și a locuit mai mulți ani la Veneția. Hugo Charlemont este cel care a servit ca model pentru pictorul van Helmond din romanul Omul fără însușiri de Robert Musil. Alice Charlemont, fiica mai mare a lui Hugo Charlemont, apare și ea în roman cu numele de Clarisse.

## Activitate
Printre contemporanii săi, Hugo Charlemont a fost un talent multivalent. El a pictat diferite teme, cum ar fi peisaje, natură moartă, animale, scene de viață sau portrete. Pe lângă picturi în ulei, el a realizat și numeroase picturi în acuarelă și în guașe. Cele mai multe dintre peisaje sunt realizate în stil impresionist. Inovațiile artei moderne nu l-au influențat pe Charlemont; el a rămas fidel stilului său și în secolul al XX-lea.
El a fost înmormântat într-un mormânt din Cimitirul Döbling (grupa 23, seria 12, nr. 13) din Viena.

## Lucrări
- Interieur einer Hammerschmiede (Wien, Österreichische Galerie Belvedere, Inv. Nr. 2784), 1883, ulei pe lemn, 48,5 × 70 cm
- Landstraße mit Birkenallee (Wien, Österreichische Galerie Belvedere, Inv. Nr. 253), 1894, ulei pe lemn, 68 × 100 cm
- Park einer vornehmen Wiener Villa (Wien Museum), 1902, ulei pe pânză, 145 × 100 cm
- Junge Frau mit Azaleenstock (Wien Museum), 1928, ulei pe pânză, 68 × 83 cm
- Illustrationen zum „Kronprinzenwerk“ (Die Österreichisch-ungarische Monarchie in Wort und Bild), 1885–1902
- Harp (colecție privată din Suedia), an necunoscut, ulei pe lemn
- Aulandschaft mit Teich (colecție privată din Colorado), 1922, ulei pe pânză, 36 × 26 cm

## Imagini

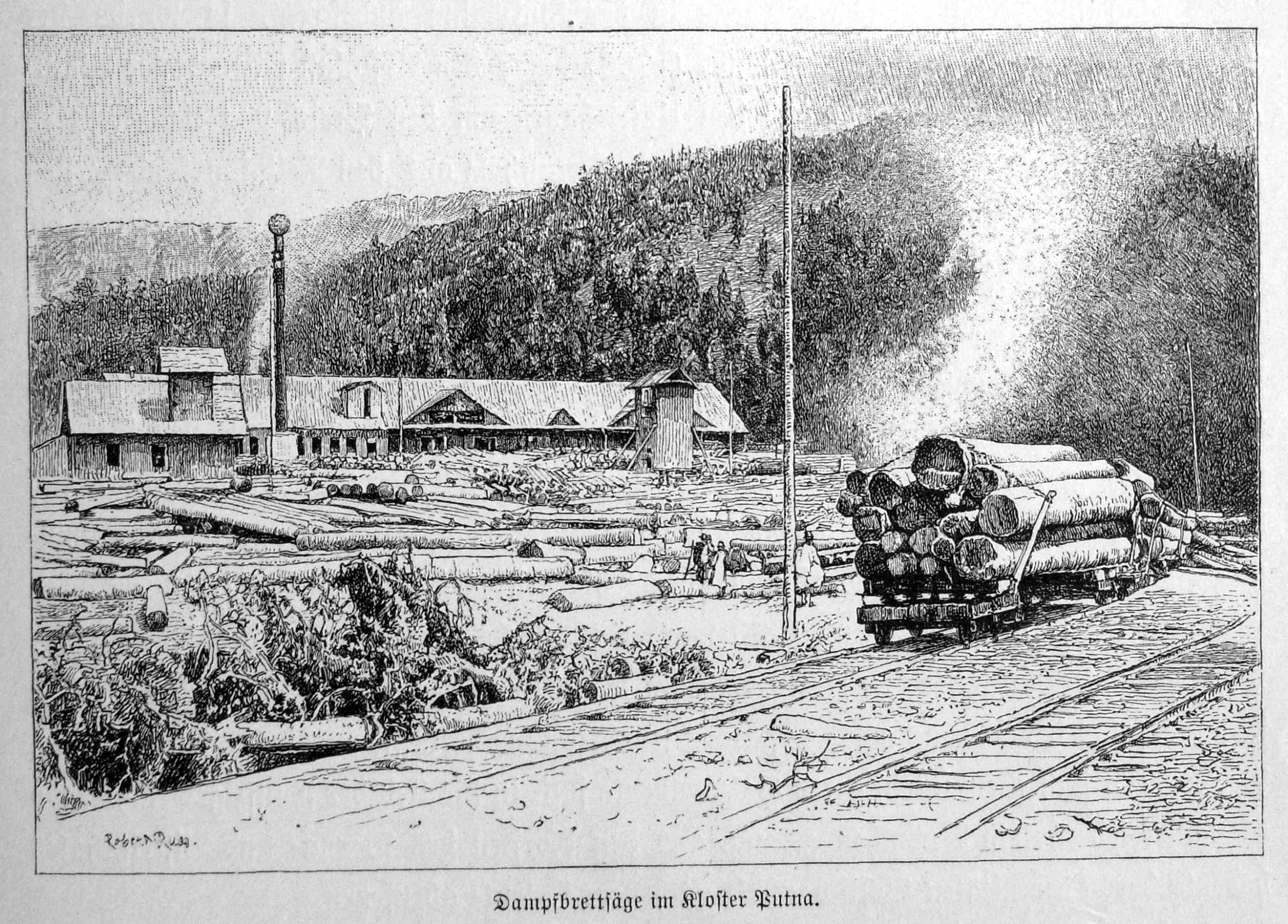
Calea ferată forestieră de la Putna (1899)
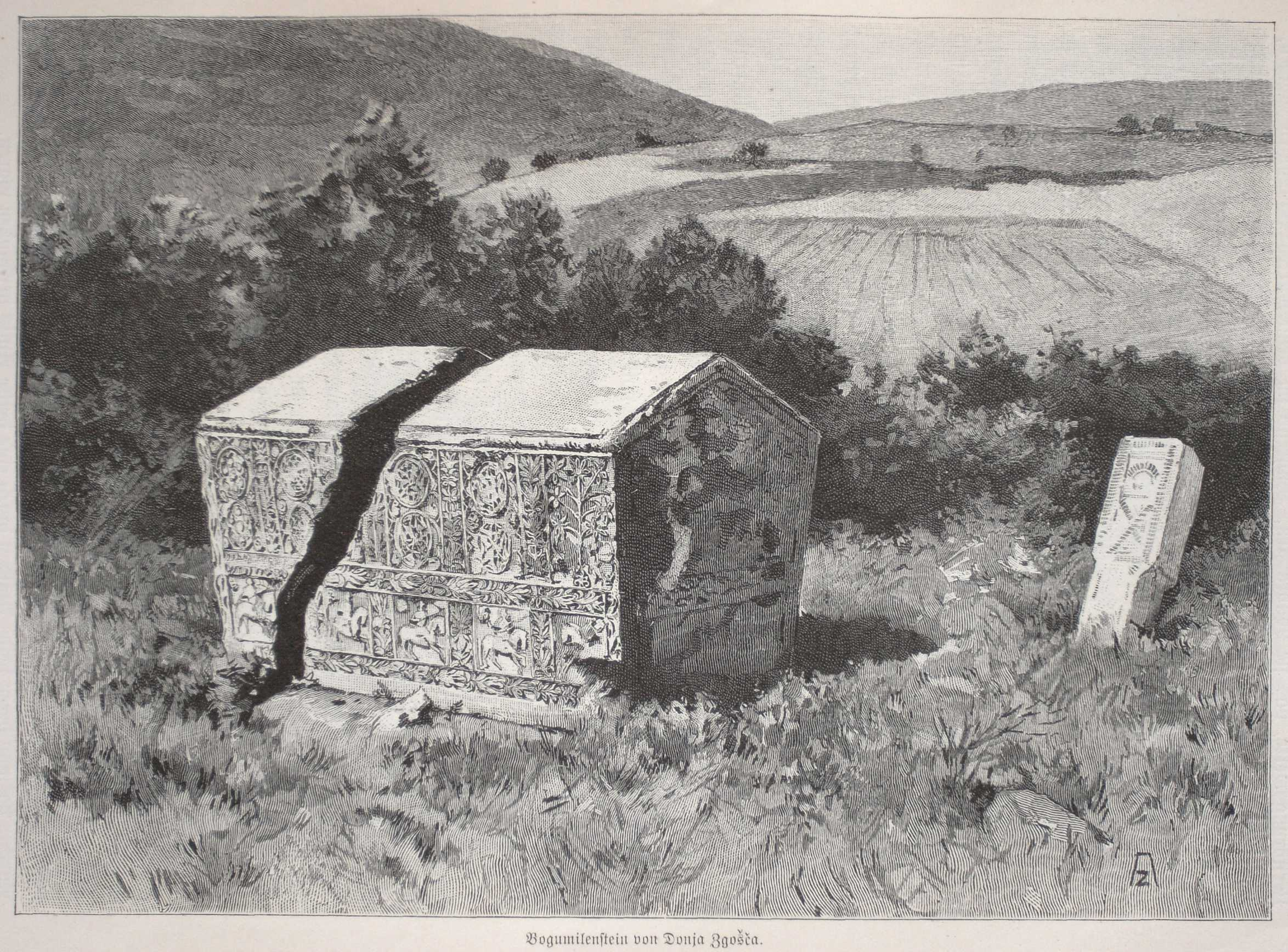
Piatra funerară a lui Bogumil din Bosnia (1901)
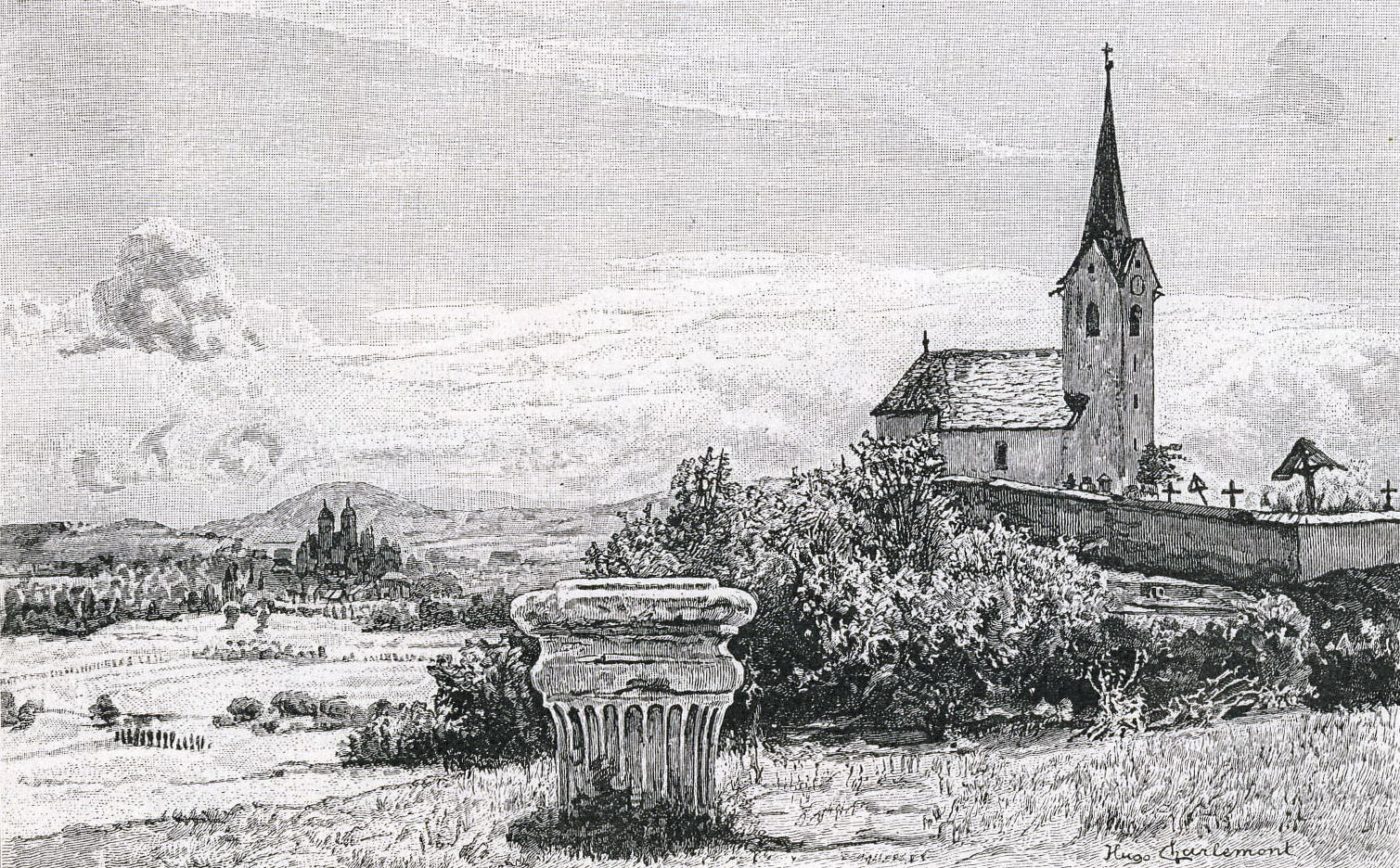
Ilustraţie a localităţii Karnburg din Austria